# Plougonvelin
Plougonvelin är en kommun i departementet Finistère i regionen Bretagne i västra Frankrike. Kommunen ligger i kantonen Saint-Renan som tillhör arrondissementet Brest. År 2022 hade Plougonvelin 4 520 invånare.

## Befolkningsutveckling
Antalet invånare i kommunen Plougonvelin
Referens:INSEE